# Z2
O Z2 era uma unidade aritmética eletromecânica, desenvolvido por Konrad Zuse, em 1939.
Antes de ter concluído o Z1, que era limitado tecnicamente, por ser eletro-mecânico, Zuse começou a trabalhar num outro computador com relês e válvulas, criando, em Abril de 1939, o Z2, o primeiro computador do mundo.
O Z2 foi concluído em Abril de 1939, quando Zuse o apresentou, em uma demonstração, para a Deutsche Versuchsanstalt fur Luftfahrt (Instituto de Investigação da Força Aérea Alemã) o qual teve interesse em financiar o desenvolvimento de um computador mais potente.
Há uma reprodução, feita por Zuse em 1986, deste computador no museu alemão de Tecnologia de Berlim. 

## Arquitetura (arquitectura)
(Em construção)